# アレクサンデル・ドゥプチェク
アレクサンデル・ドゥプチェク（スロバキア語: Alexander Dubček, [ˈaleksander ˈduptʂek], 1921年11月27日 - 1992年11月7日）は、チェコスロヴァキアの政治家。チェコスロヴァキア共産党中央委員会第一書記。ドプチェクとも表記される。
アントニーン・ノヴォトニー(Antonín Novotný)の後任として共産党の政治指導者に就任したドゥプチェクは「社会主義が勝利を収めたのち、社会の変革が始まる」と宣言した。これは「人間の顔をした社会主義」(Socialismus s lidskou tváří)と呼ばれ、政治や経済における自由化計画の開始であった。その中には、消費者産業に有利な経済の自由化のみならず、報道の自由、表現の自由、移動の自由、宗教の自由、複数政党制の導入も含まれ、ドゥプチェクは国の政治体制の改革を推進しようとした。これは「プラハの春」と呼ばれた。「人間の顔をした社会主義」なる用語は、チェコの社会学者および哲学者、ラドヴァン・リヒタが初めて提唱した。「プラハの春」は、「国民にある種の自由を提供しよう」という政策であった。1968年3月4日に検閲が廃止され、言論の自由はもちろん、集会を実施する自由も認められた。しかしながら、「人間の顔をした社会主義」「プラハの春」は、1968年8月20日、ソ連が主導するチェコスロヴァキアへの軍事侵攻により、終了となった。1969年4月17日、グスターフ・フサーク(Gustáv Husák)がドゥプチェクの後任となったのち、「正常化体制」が始まった。1989年に行われた選挙に出馬したドゥプチェクは連邦議会議員に再選され、同年12月28日に連邦議会議長に就任した。1992年9月、ドゥプチェクが乗っていた自動車が交通事故に遭った。彼はこの事故で重傷を負い、1992年11月7日に死亡した。

## 生い立ち

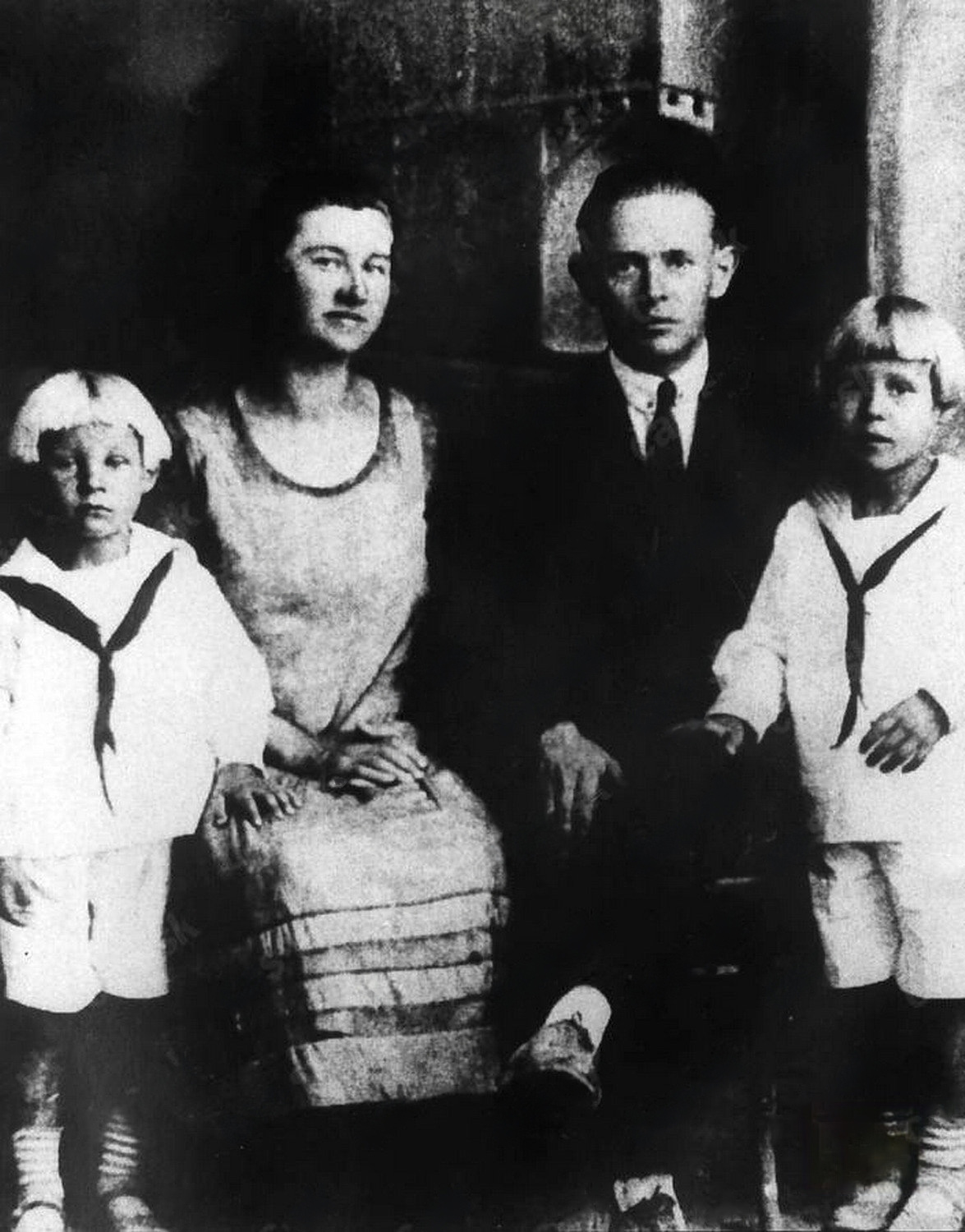
1925年、ビシュケクに住んでいたドゥプチェク一家。左端の少年がアレクサンデル

1921年11月27日、スロヴァキアのウフロヴェーツに生まれた。父親のシュテファン・ドゥプチェク(Štefan Dubček, 1892 - 1969)は大工であり、アメリカで数年間働いた。シュテファンはアメリカでパヴリナという女性と出会い、結婚した。パヴリナはカトリック教会の信者であり、その本名は「コビドヴァー」といった。夫婦はアメリカ共産党に入党した。1919年、長男ユリウスが生まれた。夫婦は祖国に帰国したのち、ウフロヴェーツに定住した。1921年11月、アレクサンデルが生まれた。第一次世界大戦により、チェコとスロヴァキアは深刻な経済状況に見舞われた。1925年3月29日、一家は産業協同組合「インターヘルポ」で働くため、ジリナから列車に乗ってキルギスへと向かった。「インターヘルポ」とは、ヴラジーミル・レーニン(Владимир Ленин)による「キルギスにおいて社会主義の構築を支援しよう」との呼びかけで始まった協同組合事業であり、1923年5月に設立された。しかし実際には、一家が辿り着いたのは都市の近くにあった草原の空き地であり、安全な宿泊施設も無かった。一家はレンガを使って住宅を建てることになった。天気は変わりやすく、生活衛生環境は劣悪で、野営地では発疹チフスとマラリアが蔓延した。1930年から1931年にかけて、インターヘルポ近郊で、強制送還されてきたウクライナ人の農民を乗せた列車が走っていた駅があったが、列車の開閉扉からは死体が落ちてきたという。母・コビドヴァーによれば、「お腹が膨れ上がった状態で死んだ男性のことが忘れられない」「彼らは飢死した」という。のちに一家はニジニ・ノヴゴロドに移住した。
1938年、ヨシフ・スターリン(Иосиф Сталин)の命令により、ソ連に留まるためにはチェコスロヴァキアの市民権を放棄せねばならなくなった。スターリンは「ソ連に残りたい外国人は、ソ連の市民権の取得を受け入れるか、でなければ清廉潔白な状態で出国するように」と命令した。ドゥプチェク一家はスロヴァキアに帰国した。帰国後、彼らはトレンチーンに定住し、家族全員で反ファシスト抵抗組織運動に加わった。アレクサンデルはドブニツィ・ナト・ヴァーホムにて、鍵師の見習いとして働き、のちにスロヴァキア共産党（1939年5月に設立）に入党した。共産党は、当時は非合法の存在であった。父・シュテファンは、1942年5月にスロヴァキア共産党中央委員会委員となり、この年の春からブラチスラヴァで潜伏生活を送っていたが、7月19日に中央捜査局に逮捕された。1944年、ブラチスラヴァ地方裁判所は、シュテファンに懲役28か月の実刑判決を下した。囚人たちはドイツ軍の監視下に置かれ、数週間後にブラチスラヴァに移送された。1945年2月、囚人たちはゲシュタポの手でマウトハウゼン強制収容所に移送されたが、シュテファンは生き残った。第二次世界大戦が終わると彼らは釈放され、トポルチャニに住み続けた。アレクサンデルの死後の1993年に出版された回顧録『Nadej Zomiera Posledna』（『希望は決して死なない』）によれば、「1945年5月に父が帰宅したとき、その体重は50kg未満であった」という。
1944年8月、スロヴァキア民衆蜂起が勃発すると、アレクサンデルは兄・ユリウスとともにこの蜂起に参加した。アレクサンデルは右足に銃弾を受けて負傷し、ユリウスは1945年1月にドイツ軍に撃ち殺された。兄・ユリウスについて、アレクサンデルは「政治的な考えは持たず、まともな人であった。兄は両親と私の思想を受け入れたが、共産党には加わらなかった」と記述している。
第二次世界大戦が終わったのち、1945年から1949年にかけて、アレクサンデルはトレンチーンにある食品会社にて、「酵母」の生産を専門とする仕事に従事した。
1945年9月、アレクサンデルは、幼馴染の女性のアンナ・ボルセコヴァー(Anna Borseková)と結婚した。1947年に長男のペトルが生まれるも、ペトルは肺炎で死亡した。夫婦の間には、1948年にパヴォル、1950年にペテル、1953年にミランが生まれた。

## 権力の掌握
1939年5月にチェコスロヴァキア共産党から分離した「スロヴァキア共産党」(「sk:Komunistická strana Slovenska (1939)」)は、 1948年9月29日にチェコ共産党と合併した。1948年以降の「スロヴァキア共産党」については、「sk:Komunistická strana Slovenska (1948)」を参照。
1948年2月、チェコスロヴァキアで起こったクーデターを経て、共産党が権力を掌握した。1948年5月30日に行われた選挙で、ドゥプチェクはプラハの国民議会議員に選出された。1949年、ドゥプチェクはスロヴァキア共産党の活動に本格的に従事するようになった。最初はトレンチーン地域委員会の、のちにバンスカー・ビストリツァ地域委員会第一書記を務めることになった。ドゥプチェクはトレンチーン地域委員会第一書記に任命され、1949年6月から1951年10月までこれを務めた。1951年10月、ドゥプチェクはブラチスラヴァに移り、スロヴァキア共産党中央委員会書記局にて働き始めた。1953年1月、ドゥプチェクはバンスカー・ビストリツァ地域委員会第一書記に就任した。1953年、マウトハウゼン強制収容所にて、父・シュテファンの囚人仲間であった人物が、チェコ共和国共産党中央委員会第一書記に就任した。アレクサンデル・ドゥプチェクもバンスカー・ビストリツァ地域委員会第一書記に就任した。父・シュテファンの囚人仲間とは、アントニーン・ヨゼフ・ノヴォトニー(Antonín Josef Novotný)であった。
ドゥプチェクはコメンスキー大学法学部で学んでいたが、1955年の夏にモスクワに向かい、ソ連共産党中央委員会傘下の上級党学校にて政治学を学んだ。スロヴァキアに帰国したのち、ドゥプチェクは1958年にブラチスラヴァ地域委員会第一書記に就任した。ドゥプチェクはチェコスロヴァキア共産党中央委員会政治大学を卒業し、社会政治学博士号の学位も取得した。
1960年から1962年にかけて、ドゥプチェクは共産党中央委員会書記を務め、1962年以降は共産党中央委員会幹部会委員を務めた。1960年から1968年にかけて、チェコスロヴァキア連邦議会議員を務めた。

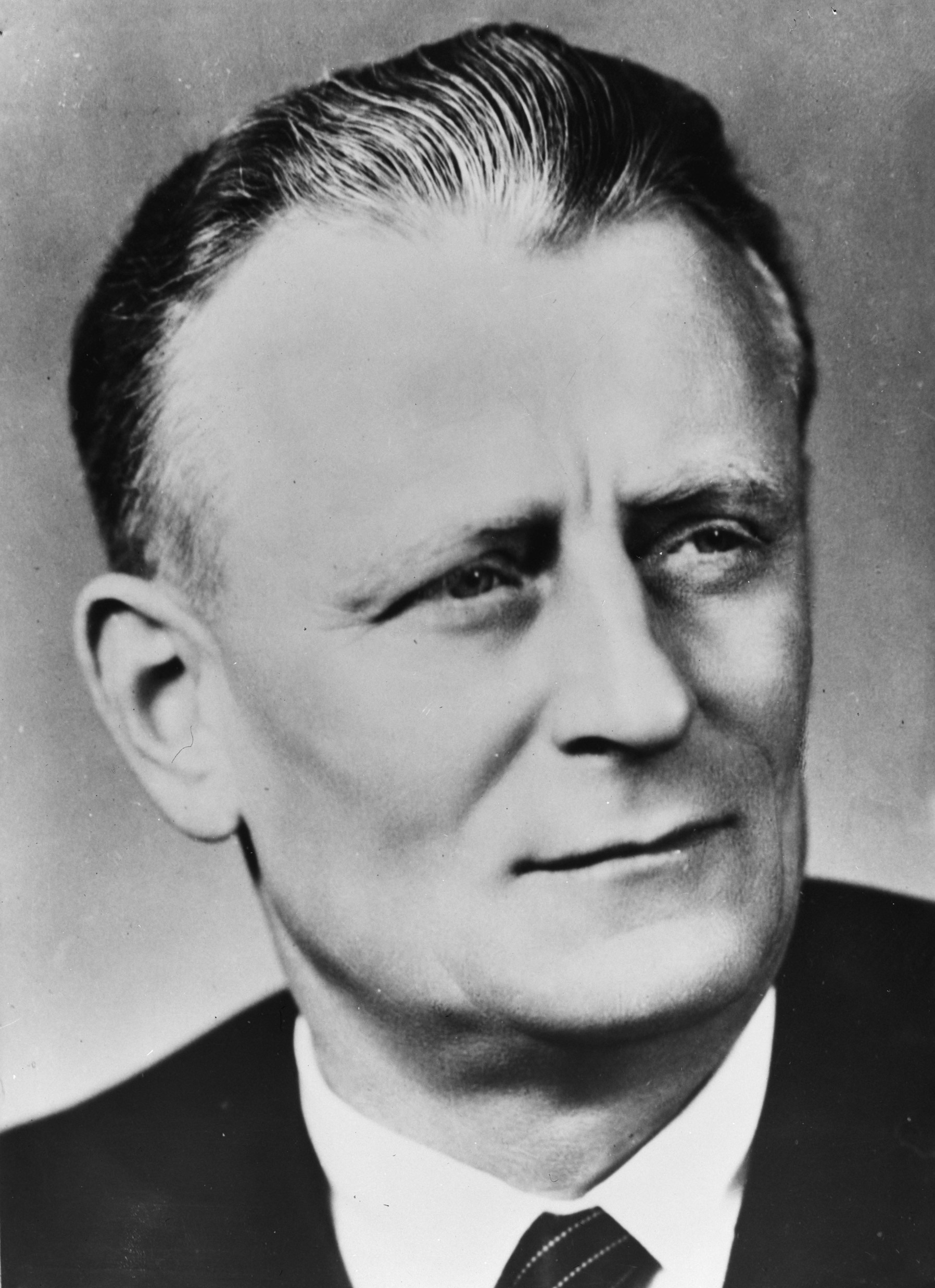
アントニーン・ノヴォトニー

1958年にスロヴァキア共産党中央委員会委員となったドゥプチェクは、憲法改正案を巡り、アントニーン・ノヴォトニーと激しく対立した。1959年、ドゥプチェクはチェコ共和国共産党中央産業委員会書記に就任した。ノヴォトニーとの対立後、ドゥプチェクはスロヴァキアに送られたが、ほどなくして共産党中央委員会に復帰した。
ドゥプチェクは、当時全権を握っていたノヴォトニーの意向に反する形で共産党中央委員会第一書記に選出されたが、ノヴォトニーとは折り合いがつかなかった。スロヴァキアの政治情勢に対する認識の違いや、経済問題の解決方法に関する意見の違いから、ドゥプチェクとノヴォトニーの間で論争が起こった。ドゥプチェクは、ノヴォトニー率いる党指導部からだけでなく、芸術、科学、報道の分野からの圧力も受けていた。
1963年、ドゥプチェクはスロヴァキア共産党中央委員会第一書記に就任した。
1960年代、チェコスロヴァキア社会主義共和国の経済は低迷状態にあった。チェコスロヴァキアにおいては、経済のみならず、政治状況までも悪化しており、アントニーン・ノヴォトニーはそれに対する解決策を見出せず、彼に対する支持は失われつつあった。1967年12月、ノヴォトニーは、ソ連共産党書記長、レオニード・ブレジネフ(Леонид Брежнев)をチェコに招待した。1967年12月8日、ブレジネフはプラハに到着し、イジー・ヘンドリッフ、ヨゼフ・レナールト、ヤロミール・ドランスキー、アレクサンデル・ドゥプチェクと会談した。しかし、ノヴォトニーが支持されていないことを悟ったブレジネフはノヴォトニーに対し、「Eto vaše delo」（「これはあなた自身の問題なのですよ」）との言葉を投げかけた。1967年末、ノヴォトニーは「ブレジネフにとって、ドゥプチェクは『チェコスロヴァキアの労働者階級における最も偉大な息子』になった」と語っていた。
1967年8月、スロヴァキア人の団体であるマチツァ・スロヴェンスカーの本部の建物で記念祝賀会が開催された。彼らの施設を訪問したノヴォトニーは無礼な態度を取り、スロヴァキア国民がノヴォトニー政権を敵視するほどの事態となった。アレクサンデル・ドゥプチェクは「ノヴォトニーとスロヴァキア人の関係は、修復不可能なものとなった」と書いた。1967年12月19日、チェコ共和国共産党中央委員会本会議が開催された。ここでの議論は激しいものとなり、ヴァスィル・ビリャーク(Vasil Bilak)を含む数人がノヴォトニーの辞任を要求した。12月21日、中央委員会の委員たちは、自分たちの意見を明確に表明するよう求められた。議場にいた15人のうち、ノヴォトニーへの支持を表明したのは4人だけであった。この本会議では、経済学者のオタ・シークもノヴォトニーを批判した。
1968年1月、党中央委員会は、アントニーン・ノヴォトニーに対する不信任決議案を可決し、ノヴォトニーはチェコスロヴァキア共産党中央委員会第一書記（1953年から1971年までは「チェコ共和国共産党中央委員会第一書記」と呼ばれた）の役職を解任された。1968年1月3日から1月5日にかけて、チェコ共和国共産党中央委員会総会は、チェコ共和国共産党中央委員会第一書記と共和国大統領の職務を分離する趣旨を決定した。アントニーン・ノヴォトニーが共産党中央委員会第一書記の職を解任されたことに伴い、1968年1月5日、ノヴォトニーの後任として、アレクサンデル・ドゥプチェクが党中央委員会第一書記に就任した。1968年3月22日、アントニーン・ノヴォトニーは大統領の役職も辞任し、1968年3月30日、ルドヴィーク・スヴォボダ(Ludvík Svoboda)がチェコスロヴァキアの大統領に就任した。チェコスロヴァキア社会主義共和国国民議会の議長にはヨゼフ・スムルコフスキー(Josef Smrkovský)が就任した。1968年4月6日、ヨゼフ・レナールトが首相を辞任し、その後任として、オルドジフ・チェルニーク(Oldřich Černík)が就任した。
アントニーン・ノヴォトニーによれば、ドゥプチェクは政治的概念が見られない人物である、という。ノヴォトニーはドゥプチェクに対し、これからどうするつもりなのかを尋ねたところ、ドゥプチェクはノヴォトニーの方針に従うつもりである趣旨や、ノヴォトニーが自らの方針について述べた1966年のチェコスロヴァキア共産党第13回党大会の結論に従うつもりである趣旨を伝えた。ドゥプチェクはノヴォトニーに対し、「私はあなたの方針を変えるつもりはありません」と答えたという。ノヴォトニーは、国情に対するドゥプチェクの態度について、「不誠実である」と判断した。ノヴォトニーはドゥプチェクについて「彼は常に現状維持を好んだ。連邦化（チェコとスロヴァキアを連邦国家にする）による利益という考えを抱いたとしても、それは単なる交渉術でしかなかったのだ。私の後任となった彼は、まもなく連邦化への対応をやめた」という。ノヴォトニーは、「ドゥプチェクの行動は共産党の路線に反している」と確信していた。

## 「人間の顔をした社会主義」

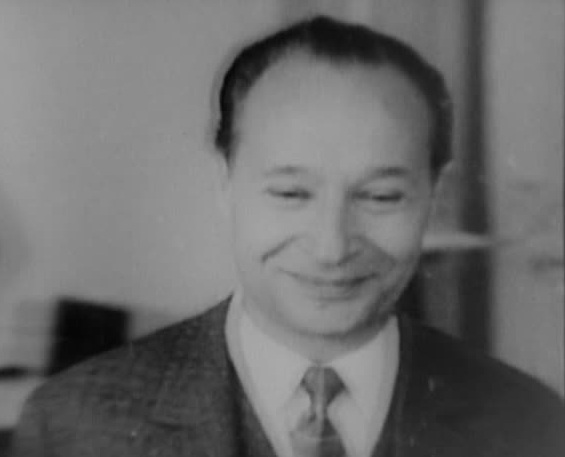
アレクサンデル・ドゥプチェク（1968年9月）

1956年2月、ソ連共産党第20回党大会が開催された。これに登場したニキータ・フルシチョフ(Никита Хрущев)が行ったスターリン批判により、ヨシフ・スターリンの時代に見られた圧制、法律違反、粛清の恐怖、罪無き人々が大量に殺された事実が暴露された。モスクワにある政治大学で学んでいたドゥプチェクは、これらの出来事について級友と体験・共有し、スターリンに対する批判的な見方に共感を覚えた。モスクワにて、スターリンの犠牲となった者たちの社会復帰や名誉回復を目撃したドゥプチェクは、1951年から1953年にかけて迫害されたスロヴァキアの共産主義者の社会復帰を推進した。スターリンによる粛清の犠牲となった者たちの社会復帰や名誉回復を目指すドラホミール・コルデルは、コルデル委員会の委員長を務めた。ドゥプチェクは1962年にこの委員会の設立を支持し、その委員の一人として名を連ねた。コルデル委員会は、「共産主義者に対する裁判は、捏造されたものであり、違法である」との結論を下した。コルデル委員会で出された決議に基づき、ドゥプチェクは1950年代に迫害されたグスターフ・フサークを始め、スロヴァキアの共産主義者たちの社会復帰を主張した。1952年11月に行われたスランスキー裁判で死刑判決を受けて殺されたルドルフ・スラーンスキー(Rudolf Slánský)を含め、400人以上の共産主義者が名誉回復となった。スランスキー裁判は、スターリンの圧力のもとで開催されたでっちあげの政治裁判であった。
ソ連共産党第20回党大会でフルシチョフが展開したスターリン批判を受けて、ドゥプチェクとその仲間たちは、ソ連およびスターリニズムによる社会主義様式に対する認識について「一貫性は無く、体系的でもなかったが、世界において画期的な出来事であった」と述べた。
チェコ共和国共産党中央委員会第一書記に就任したアレクサンデル・ドゥプチェクは、「芸術的、科学的創造性を阻害するものはすべて取り除く必要がある」、「社会主義が勝利を収めたのち、社会の変革が始まる」と宣言した。これは「人間の顔をした社会主義」(Socialismus s lidskou tváří)と呼ばれ、政治や経済における自由化計画の開始であった。その中には、消費者産業に有利な経済の自由化のみならず、報道の自由、表現の自由、移動の自由、宗教の自由、複数政党制の導入も含まれ、ドゥプチェクは国の政治体制の改革を推進しようとした。「人間の顔をした社会主義」なる用語は、チェコの社会学者および哲学者、ラドヴァン・リヒタが初めて提唱した。「プラハの春」は、「国民にある種の自由を提供しよう」という政策であった。
1968年3月4日、検閲が廃止された。言論の自由はもちろん、集会を実施する自由も認められた。1968年6月26日の「法令第84号」に基づき、チェコの歴史において、検閲は初めて廃止となった。当時のチェコにおいて、少なくとも一年間は、報道、無線放送、テレビ放送は検閲の対象外であった。
検閲は徐々に廃止され、集会の開催や結社の設立も許可された。ドゥプチェクは報道における検閲を緩和し、芸術的および文化的自由の拡大を認め、政治的粛清の犠牲者を赦免し、渡航制限を緩和し、公民権と自由の保証を約束し、ある程度の民主的改革を許可した。党員に対しては、党の政策について疑問を抱き、自分の意見を提示するよう奨励した。
1968年4月5日、チェコ共和国共産党中央委員会は、「チェコ共和国共産党行動計画」と題した政治綱領文書を発表した。党は、共産主義の「かつての異常」を浄化し、「我が国の状況と流儀に見合った形でこの国に社会主義を構築する」と述べ、経済、政治、社会的側面の観点から社会主義制度を改革する試みの概念を示した。なお、「『共産党の指導的役割」』は維持される」ことになった。この政治綱領には、「言論、報道、集会、宗教行事・儀式の自由を保障する」「企業の独立性を高め、兌換通貨を造り、民間事業を復活させ、西側諸国との貿易を拡大するための広範な経済改革を実施する」「独立した司法機関を設置する」「1949年から1954年にかけて不当に起訴された全ての人々の完全かつ公正な更生と、更生の影響を受けた人々に対する『道徳的、個人的および経済的補償』を実施する」「過去の迫害に関与した者たちについては、国の社会的および政治生活における重要な役職から罷免する」といった内容が盛り込まれた。検閲の廃止のみならず、国民が政府を批判する権利も含まれる。この計画におけるイデオロギーの基礎は、「社会主義は、労働者を搾取者の支配から解放することだけを意味するものではなく、資本主義社会における民主主義以上に、全ての個人に対して充実した生活を保障しなければならない」「秘密警察の権限は制限される」「チェコスロヴァキア社会主義共和国を連邦国家とする」というものであった。集会の自由や表現の自由は憲法で保障される、とした。外交政策に関しては、「西側諸国と同様に、ソ連および他の社会主義諸国との良好な関係を維持する」とした。
チェコ共和国共産党中央委員会は、「『プロレタリアートによる独裁』はその主要な歴史的使命を果たした。その後の発展は、社会主義的民主主義の創設につながるべきである」「中央集権的な指令に基づく意思決定の廃止は、国家管理に関係する全ての社会集団の参加の増加につながるはず」であり、これは「社会管理における科学と専門知識が強化されることで起こる」と発表した。「社会主義は、国民にさまざまな利益を与える余地を開放することによってのみ発展しうる。この考え方を前提として、社会主義は労働者の団結を民主的に成長させていくだろう」と書かれた。この文書には、社会における共産党の主導的な役割についても引き続き書かれてあるが、もはや「強い命令や行政命令」を前提としたものではなかった。
ドゥプチェクが発表したこの行動計画案では、改革は共産党による主導で進められる趣旨が規定されていたが、そこから数カ月以内に、改革を直ちに実施するよう国民からの圧力が強まった。反ソ連を主張する記事が新聞に登場し、チェコ社会民主党は別の政党を結成し始め、無所属の新たな政治団体も設立された。このような動きに対し、党内の保守派の議員たちは懲罰的措置の実施を要求したが、ドゥプチェクはあくまで穏健に振る舞い、共産党が主導する趣旨を改めて強調した。5月、ドゥプチェクはチェコ共和国共産党第14回党大会を1968年9月9日に召集する趣旨を発表した。この党大会では行動計画を党規約に組み込み、連邦化法案を起草し、新たな中央委員会を選出する予定であった。1968年6月27日、チェコ共産党員で作家のルドヴィーク・ヴァツリーク(Ludvík Vaculík)は、宣言書『二千の言葉』(Dva tisíce slov)を発表し、これは新聞記事に掲載された。ヴァツリークは、改革を妨害しようとする共産党内の保守派を批判しており、チェコスロヴァキア国民自身もこの改革を積極的に推進するよう努めるべきである趣旨を示唆した。さらにこの宣言書では、「外部の国による軍事介入の可能性」についても言及しており、ヴァツリークはそれに備えるようチェコスロヴァキア国民に呼びかけている。ヴァツリークはこの宣言書の中で「最近、外国勢力が我が国の発展に干渉する可能性が出てきており、それに基づく重大な懸念が生じている」と書いた。この宣言書には10万人を超えるチェコスロヴァキア人が署名した。ヴァツリークのこの宣言書は、ドゥプチェクや共産党政府からも批判された。チェコ共和国共産党中央委員会常任幹部会は、『二千の言葉』を非難する決議を採択した。『二千の言葉』について、ソ連は「反革命的行動の呼びかけ」と表現した。レオニード・ブレジネフはアレクサンデル・ドゥプチェクに電話し、この宣言書の発起人や署名した者たちに対して措置を講じるよう要請した。
アントニーン・ノヴォトニーは「国家の手綱を握れていない」としてドゥプチェクを非難した。ドゥプチェクは科学分野との接触を確立し、科学者と相談し、彼らの信頼を得た。1967年の春の時点で、ドゥプチェクは以下のように述べた。「階級闘争はその機能を、古い教訓は有効性を失った。『我々の欠点は敵対的な帝国主義勢力とその手先の行動の帰結である』とする弁解は拒否する」

## ソ連からの圧力
1968年3月末、ソ連共産党中央委員会は、チェコスロヴァキア情勢に関する機密情報を文書にしたため、党の活動家に送った。この文書では、チェコスロヴァキアにおける野党の結成や計画経済の放棄、西側との関係の拡大の追求について記述され、「事態が好ましくない方向に進展している」と憂慮の言葉が記述された。1968年3月23日、ドゥプチェクを含む党幹部たちは、ドレスデンで行われた、ワルシャワ条約機構加盟国の指導者たちとの会合に呼び出された。集まった者たちは、厄介な事態が起こるのではないか、との懸念を表明した。この会議で、ドゥプチェク率いるチェコ共和国共産党の指導部は批判に晒された。集まった共産指導者たちは、ドゥプチェクに対してこの改革の実施を止めるよう促したが、ドプチェクはこれを拒否した。さらにドゥプチェクは、「東ドイツのやっていることは、我が国に対する内政干渉だ」との非難の言葉を向けさえした。ドゥプチェクはこれらの改革案についての撤回を表明せず、中央委員会の会議では「今となっては、撤回も中止もできない」と発言していた。チェコスロヴァキアに対する批判は「忍び寄る反革命の動き」と表現された。このドレスデンでの会談後、ソ連共産党の指導部は、軍事的措置を含めたチェコスロヴァキアに対する行動の選択肢についての検討を始めた。ドイツ社会主義統一党の指導者、ヴァルター・ウルブリヒト(Walter Ulbricht)、ブルガリア共産党書記長、トドル・ジフコフ(Тодор Живков)、ポーランド統一労働者党第一書記、ヴワディスワフ・ゴムウカ(Władysław Gomułka)は強硬路線を主張した。これはレオニード・ブレジネフにある程度の影響を与えた。また、ソ連はNATOの軍隊がチェコスロヴァキアの領土に進入してくる可能性を排除せず、チェコスロヴァキアとの国境付近にて、作戦名「Черный Лев」（「黒獅子」）と名付けた軍事演習を実施した。
1968年6月20日から6月30日にかけて、ワルシャワ条約機構加盟国の連合軍による軍事演習が実施された。この軍事演習は「シュマヴァ」(Šumava)と名付けられた。6月18日、イヴァン・ヤクボフスキーはプラハに到着した。7月19日の時点で、チェコスロヴァキアの領土内には、約12000人のソ連兵、60両以上の戦車、20機以上の航空機が駐留していた。6月に実施されたこの軍事演習は、侵攻に向けた予行演習としての役割を果たした。軍事演習「シュマヴァ」が終了し、ソ連軍がチェコスロヴァキアの領土から撤退したのは1968年8月3日のことであった。1968年7月23日から8月10日にかけて、ソ連、東ドイツ、ポーランドで「ネマン後方演習」が実施され、その間にチェコスロヴァキアの領土に進入するための軍隊が再配備された。1968年8月11日、ウクライナの西部、ポーランド、東ドイツにて、防空部隊による「Небесный щит」（「空の盾」）と名付けられた大規模な軍事演習が実施された。
1968年7月5日、ソ連共産党中央委員会政治局の会議にて、「アレクサンデル・ドゥプチェクを辞任に追い込み、より信頼できる人物と交代させるにはどうすればいいか」が真剣に議論された。7月14日、ワルシャワ条約機構加盟国の二度目の会合が開催されたが、チェコスロヴァキアの指導者たちは招待されなかった。ソ連共産党の指導部は、ルドヴィーク・ヴァツリークが発表した宣言書『二千の言葉』に鋭く反応した。ワルシャワ条約機構加盟国の首脳たちは、「チェコスロヴァキアの社会主義体制が崩壊の危機を迎えている」と考えた。ソ連を含めて、彼らはチェコスロヴァキアで起こりつつある動きについて「反革命」と表現した。ヴァツリークによる『二千の言葉』について、ソ連は「反社会主義勢力による政治綱領である」と断じた。7月14日から7月15日にかけて開催されたワルシャワ条約機構加盟国の会議にて、「『二千の言葉』は、チェコスロヴァキアで反革命の動きが起こりつつある重要な証拠である」とした。7月16日、ソ連、東ドイツ、ハンガリー、ポーランド、ブルガリアの首脳は、「チェコスロヴァキアの政策は到底承服できない」との結論に至った。7月20日から7月21日にかけて、ソ連は、「ドゥプチェクが方針を転換するつもりが無いのであれば、ワルシャワ条約機構軍による軍事介入を準備する」と述べ、これは承認された。7月22日、「ワルシャワ条約機構加盟国は、チェコスロヴァキアにおける反革命の動きを阻止するため、プラハに進軍する」と宣言された。ドゥプチェクは再び拒絶し、「人間の顔をした社会主義」計画を継続する趣旨を改めて宣言した。しかし、クレムリンやワルシャワ条約機構の国々を味方に付けるためには、共産主義、ソ連、ほかの社会主義の兄弟国に対しても忠誠を誓わねばならなかった。ソ連とチェコスロヴァキアの最後の会談が行われた際、レオニード・ブレジネフは以下のように宣言した。
- 検閲を復活させること[39][54]
- 社会主義に反対する団体を廃止すること、新たな政党や政治団体の設立の禁止[39]
- 党内にいる改革派の政治家を全員粛清すること
- これらをドゥプチェクに承認してもらいたい

しかし、ドゥプチェクはブレジネフの要求を拒否した。ブレジネフに同行したミハイル・スースロフ(Михаил Сусров)は、ドゥプチェクの提唱した改革案に対して「異端の政策」と呼んだ。ワルシャワ条約機構の加盟国の指導者たちは、チェコスロヴァキアの社会主義の利益の防衛はチェコスロヴァキアだけの任務ではなく、ワルシャワ条約機構の全ての加盟国の相互の任務でもある趣旨を宣言した。だが、ドゥプチェクはワルシャワ条約機構の宣言を拒否し、ソ連との二国間協議を要請した。
1968年7月27日、ドゥプチェクは「チェコスロヴァキアは改革政策から後退しない」と宣言した。
1968年7月29日から8月1日にかけて、チエルナ・ナト・ティソウにて、チェコとソ連は二国間協議を実施し、交渉を行った。ソ連共産党の指導部にとって、この会談はチェコスロヴァキアの共産指導者たちの権力独占を取り戻させるための最後の試みとなった。ソ連はチェコに対し、報道機関を統制下に置き、野党や政治団体を解散させ、共産党の指導力の弱体化に繋がる人間を粛清するよう伝えた。アレクサンデル・ドゥプチェクは、1968年9月9日にプラハで開催予定のチェコ共和国共産党中央委員会党大会の場でそれを実施する趣旨を漠然と伝えたが、ソ連はすぐにこれらを実施するよう要求した。ドゥプチェクは「人間の顔をした社会主義」を認めてもらおうとした。チェコ側のワルシャワ条約機構への忠誠と、あらゆる反社会主義的傾向から距離を置く趣旨を確認すると、ブレジネフも妥協した。チェコ側は、チェコ社会民主党の再創設を許さず、報道規制をより厳しくする趣旨を約束した。ソ連は、軍事演習「シュマヴァ」以来、チェコスロヴァキアに駐留していた軍事部隊をチェコスロヴァキアから撤退させ、1968年9月9日のチェコ共和国共産党の党大会の開催を認める、と約束した。この会談で、8月3日にブラチスラヴァにてワルシャワ条約機構の他の加盟国と会談を行うことに決まった。8月3日、ブラチスラヴァにて、ソ連、チェコスロヴァキア、ほかの社会主義国家の代表も参加した会合が開かれた。この日、「ブラティスラヴァ宣言」なる共同宣言が発表され、出席した首脳たちはこれに署名した。彼らは、マルクス・レーニン主義思想に対する忠誠、プロレタリア国際主義に対する忠誠、資本主義との戦い、そして、「あらゆる反社会主義勢力」と闘う趣旨を確認した。また、このブラチスラヴァ宣言では「我らが兄弟政党は、社会主義の国同士の間柄に楔を打ち込む行為を決して許さない」「相互支援でもって、困難な状況に対処する」との声明が出された。「ブラチスラヴァ宣言」が出されたのち、ソ連はチェコスロヴァキアの領土から軍隊を撤退させたものの、国境沿いには待機させていた。ソ連は、複数政党制が導入された場合、ワルシャワ条約機構加盟国が介入する意向を表明した。その後、数日間に亘り、ドゥプチェクとブレジネフは電話会談を実施した。ブレジネフは、「ワルシャワ条約機構加盟国の首脳たちは、チェコスロヴァキアで起こりつつある事態について好ましく思っておらず、社会主義の発展に対する脅威だ、と考えている」と、ドゥプチェクにはっきりと告げた。ブレジネフはドゥプチェクに対し、事態の急展開を共産党指導部が遅らせることができないのであれば、あらゆる手段を用いてでも事態の進展に介入する可能性とその必要性についてを繰り返し示唆した。これに対してドゥプチェクは、「これはチェコスロヴァキア国内の問題である」と述べたうえで、「他の社会主義国家に対する義務は失われていない」とブレジネフに告げたが、ブレジネフはこれに得心しなかった。1968年8月13日、最後の電話会談が行われた際、ブレジネフはドゥプチェクのことを信用しておらず、「チェコスロヴァキアにおける社会主義の発展を防衛するにあたり、やむを得ず実力行使に出ることになるだろう」と告げた。しかし、ドゥプチェクは「自分が適切だと思える行動を取るだけだ」と答えたのみであった。なお、チエルナ・ナト・ティソウとブラチスラヴァでソ連と交わした約束を遵守していない、という批判に対し、ドゥプチェクは「全く根拠が無い」と反論した。8月17日、ハンガリーのカーダール・ヤーノシュは、アレクサンデル・ドゥプチェクと非公式の会談を行った。カーダールは、チェルナ・ナト・ティソウとブラチスラヴァ会議で出された結論および交わされた約束を履行しなければ、この上なくまずい事態を招来する可能性がある趣旨をドゥプチェクに伝えた。8月3日の「ブラチスラヴァ宣言」では、ソ連はチェコに対し、検閲の再導入や「違法組織団体」の禁止に加えて、チェコスロヴァキア国民戦線中央委員会委員長、フランティシェク・クリーグル(František Kriegel)をチェコ共和国共産党中央委員会委員長の役職から解任するよう伝えた。ドゥプチェクは承認したが、実際にはそのような処置は取らなかった。
1992年7月、ロシアの特命全権公使は、二通の書簡の複写をヴァーツラフ・ハヴェル(Václav Havel)に届けた。この書簡は、アレクサンデル・ドゥプチェク率いる「プラハの春」の改革運動に反対するチェコスロヴァキア共産党の党員たちが、レオニード・ブレジネフに宛てて書いたものである。この書簡は、1968年8月3日に行われたワルシャワ条約機構加盟国の会合中、ブレジネフに秘かに手渡されたという。この書簡に署名したのは、アロイス・インドラ、ドラホミール・コルデル、アントニーン・カペック、オルドジフ・シュヴェストカ、ヴァスィル・ビリャークの五名で、書簡では「我が国における社会主義の存在が脅威に晒されています」「ソ連の共産主義者の同志の皆様に、あらゆる手段による支援を要請致します。皆様の御支援があってこそ、チェコスロヴァキア社会主義共和国を差し迫った反革命の危機から救い出すことができるのです」と書かれた。なお、アレクサンデル・ドゥプチェクは、この書簡の存在およびブレジネフがこの書簡を受け取った事実を知らなかった。1968年7月29日から8月1日にかけて行われたチエルナ・ナト・ティソウでの会談では、ドラホミール・コルデル、ヴァスィル・ビリャーク、オルドジフ・シュヴェストカの三人がソ連側に同調する姿勢を見せた。また、この書簡を渡したチェコ共和国共産党員たちからの要請を受けて、レオニード・ブレジネフは、東ドイツに対して軍事侵攻に参加しないよう伝えた。

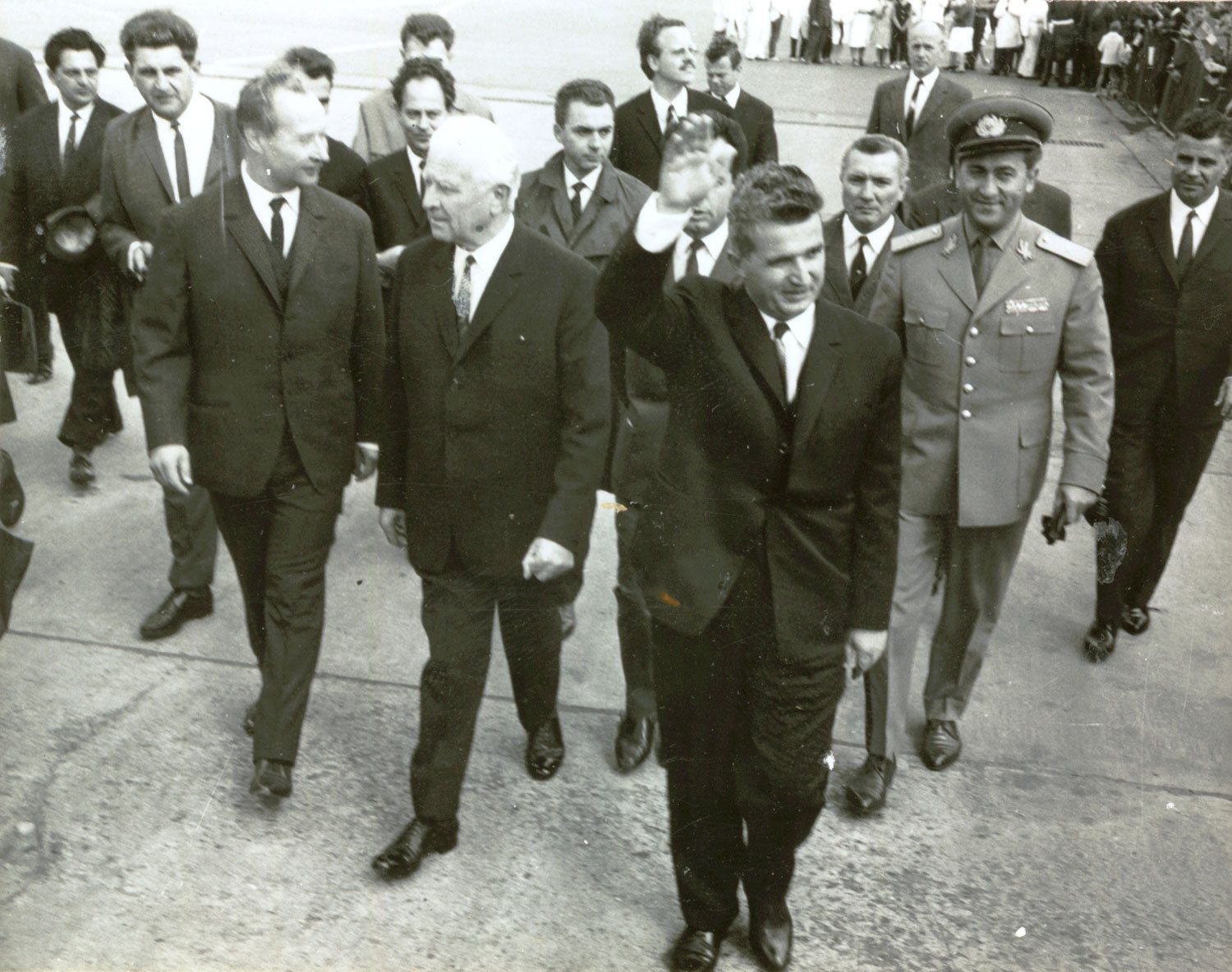
左から、アレクサンデル・ドゥプチェク、ルドヴィーク・スヴォボダ、ニコラエ・チャウシェスク（1968年8月撮影）

1968年8月9日、ユーゴスラヴィアの共産指導者、ヨシップ・ブロズ・ティトー(Јосип Броз Тито)がプラハを公式訪問した。ティトーは、「チェコスロヴァキアとユーゴスラヴィアの友情万歳！」と叫んだ。ティトーのプラハ訪問に対し、モスクワは、チェコスロヴァキアがティトーのやり方を模倣するのではないか、と疑った。8月16日には、ルーマニアの共産指導者、ニコラエ・チャウシェスク(Nicolae Ceaușescu)もプラハを訪問し、アレクサンデル・ドゥプチェクと会談し、友好、協力、相互扶助の条約に署名し、ドゥプチェクとの連帯を表明した。
1968年8月15日から8月17日にかけて、ソ連共産党中央委員会政治局とソ連共産党中央委員会拡大委員会の委員たちは、チェコスロヴァキアへの軍事介入の可能性について議論したのち、軍事介入を正式に決定した。軍事介入の正当性について疑っていたソ連の当局者たちは、最終的には「国家の安全が脅かされている」という共通認識の意見に従った。当時、ソ連軍が駐留していない同盟国は、チェコスロヴァキアとルーマニアだけであった。
1968年8月18日、ソ連、東ドイツ、ポーランド、ブルガリア、ハンガリーの首脳会議がモスクワで開催された。チェコ共和国共産党内にいる「健全な勢力」（8月3日にブレジネフに手渡された書簡に署名した五人を指す）によるソ連に対する支援の要請を含めて、「適切な措置を取る」ことで合意された。会議の参加者を代表してルドヴィーク・スヴォボダに宛てた伝達の中で、チェコ共和国共産党中央委員会常任幹部会の「大多数」およびチェコスロヴァキア政府の大勢の人物から、チェコスロヴァキア国民に対する軍事支援の要請を受け取った趣旨が記述された。会議に参加した首脳たちは、ワルシャワ条約機構の軍隊によるチェコスロヴァキアへの侵攻を実行に移すことに合意した。
チェコスロヴァキアを占領したのち、ソ連率いる連合軍は「革命的な労農政府を樹立する」との計画を立てていたが、これは最終的に失敗に終わることとなった。ソ連国家保安委員会議長、ユーリイ・アンドローポフ(Юрий Андропов)は、1968年7月24日付のソ連共産党中央委員会に宛てた覚書の中で、チェコスロヴァキアでの出来事に関する7月の中央委員会本会議の決定に対するソ連国民の反応について報告した。アンドローポフは、「チェコスロヴァキアの現在の状況は、反社会主義勢力と労働者階級の戦いである。これには人民民兵の即時関与、場合によっては、労働者の革命的別動隊の創設が必要だ」と記述した。
チェコ共和国共産党の指導部は、チエルナ・ナト・ティソウでの首脳会談を経て状況は沈静化し、ソ連とその同盟国は攻めてくることはないだろう、と考えていた。費用がかかるだけでなく、この年の11月に開催予定の世界共産主義会議に対して重大な政治的影響を与える、と考えていた。アレクサンデル・ドゥプチェクは、国家権力の強化に失敗した。彼は、自身の改革案に公然と反対する人物を党内の重要な役職から外そうとはしなかった。

## 軍事侵攻
1968年8月19日午後10時、アレクサンデル・ドゥプチェクは、ソ連の外交官、ステパン・ヴァスィーリヨヴィチ・チェルヴォネンコから書簡を受け取った。その書簡は、ソ連共産党中央委員会政治局からのものであった。書簡を読んだドゥプチェクによれば、「軍事介入の可能性を示唆するような内容ではなかった」という。1968年8月20日午後2時、チェコ共和国共産党中央委員会常任幹部会の会議が始まった。この日、親ソ連派の人物が会議を妨害し、議題を変更し、ドゥプチェクへの反対票を投じさせ、外国軍の「招待」につながる危機を惹き起こそうと目論んでいた。9月に開催するチェコ共和国共産党第14回党大会に向けての準備について話し合いが行われる予定であった。午後8時頃、ドゥプチェクは会議を一時的に中断し、翌日までの延期を提案した。ドゥプチェクの反対派はこれに同意せず、さらなる交渉を強行しようとした。午後11時半、国防大臣のマルティン・ズール(Martin Dzúr)から連絡が届いた。午後11時40分頃、首相のオルドジフ・チェルニーク(Oldřich Černík)は、その場にいた者たちに向けて、以下のように告げた。
「ワルシャワ条約機構の五カ国の軍隊が、国境を越えてやってきました。彼らは我が国を占領しています」
レオニード・ブレジネフに書簡を送った者たちも含めて、その場に同席していたほぼ全員が、この報告に対して酷く驚いた。議論が紛乱したのち、ドゥプチェクは議場に上がり、以下のように宣言した。
「現在、この国で進行しつつある事態については、首相、国民議会議長、大統領、そして、チェコ共和国共産党中央委員会第一書記のあずかり知らぬところで起こりました」
ドゥプチェクは、ステパン・チェルヴォネンコから受け取った書簡について言及したのち、大統領のルドヴィーク・スヴォボダ、国防大臣のマルティン・ズール、内務大臣のヨゼフ・パヴェルを会議に召喚した。チェルニークは、自国が外国の軍隊に侵攻されている事態をスヴォボダに告げた。午後11時、チェルヴォネンコはスヴォボダの元を訪れ、ワルシャワ条約機構加盟国による連合軍がチェコスロヴァキアの国境を越えて進軍した趣旨を伝えた。スヴォボダはチェルヴォネンコから「『翌朝の6時までにはチェコスロヴァキアは占領されるだろう』と告げられた」「流血の事態を防ぐためにも、あらゆる措置を講じねばなりません」と述べた。しばしの沈黙ののち、国民議会議長のヨゼフ・スムルコフスキー(Josef Smrkovský)がドゥプチェクに対して「国民に何と伝えましょうか？」と尋ねた。ドゥプチェクは、偽情報の拡散を防ぐため、政府による発令を実施する趣旨を提案した。8月21日、チェコ共和国共産党中央委員会常任幹部会は、「Všemu lidu Československé socialistické republiky」（「チェコスロヴァキア社会主義共和国の全国民の皆様へ」）と題した声明書を発表した。この声明書には、共和国の全国民に対し、「冷静さを保ち、進軍してくる軍隊に対して抵抗しないように」と呼びかけたうえで、ソ連による軍事侵攻について、「社会主義国家間の関係のあらゆる原則に反するのみならず、国際法の基本的な基準にも違反するものです」と明記している。スロヴァキアの歴史家、ミハル・シュチェファンスキー(Michal Štefanský)によれば、この軍事介入は「チェコスロヴァキア共産党指導部内部の、いわゆる『健全な中核派』の動きと歩調を合わせていた」という。チェコ出身のドイツ人の歴史家、ヤン・パウワー(Jan Pauer)によれば、この軍事介入は、チェコ共和国共産党内の親ソ連派による支援を受けて、ソ連によるチェコスロヴァキアの支配を再確立することが目的であり、他の政治的目標については追求されなかったという。チェコ共和国共産党の指導部は、軍事侵攻が始まった数時間後に無線放送を実施し、「これは軍事占領であり、国際法違反である」との声明を発表した。会議では軍事侵攻を非難する常任幹部会による声明に対し、7人が賛成票を投じ、4人が反対した。
8月21日午前4時30分、チェコ共和国共産党中央委員会の建物は、ソ連軍の装甲車両や戦車に包囲され、ソ連の空挺部隊の分遣隊が建物に闖入した。アレクサンデル・ドゥプチェクは、КГБの職員に付き添われて執務室に入ってきたチェコスロヴァキア国家保安局の職員から「インドラ同志率いる革命労農政府の名において、あなたを逮捕します」と告げられ、逮捕された。彼らはドゥプチェクに対し、「あなたは2時間以内に革命法廷に連行されるでしょう」と附言した。午前9時、アロイス・インドラは「革命法廷」を代表する形で、アレクサンデル・ドゥプチェクとその仲間たちが逮捕された趣旨を発表した。午前10時、アレクサンデル・ドゥプチェク、オルドジフ・チェルニーク、ヨゼフ・スムルコフスキー、ヨゼフ・シュパチェック、ボフミル・シモン、フランティシェク・クリーグルが、КГБの職員とチェコスロヴァキア国家保安局の職員の手で共産党中央委員会の建物から連行されていった。
逮捕されたドゥプチェクたちは、ソ連の装甲兵員輸送車で飛行場へ向かい、その後、航空機に乗せられてソ連へ連行されていった。チェコの内務省の建物は、КГБ第七総局の長官、ゲンナジー・ザイツェフ(Геннадий Зайцев)が指揮する軍人の集団に占領された。チェコスロヴァキア国民は、占領軍の撤退およびソ連に連行されていったドゥプチェクの帰国を要求した。
1968年8月22日の朝、レオニード・ブレジネフは、逮捕されたドゥプチェクとその仲間たちの身柄について、ウクライナへ移送するよう指示を出した。ソ連邦ウクライナ共和国国家保安委員会の議長、ヴィタリイ・ニキチェンコ は、ユーリ・アンドロポフから「ドゥプチェクたちを保護し、食べ物を与えるように」との指示を受けていた。ニキチェンコは、ドゥプチェクたちの移送場所について、ウクライナ共産党第一書記のペトロ・シェレスト(Петро Шелест)に相談した。シェレストは、ウジュホロド(Ужгород)の近郊の山中にある別荘を薦めた。
ソ連国家保安委員会第一総局（対外諜報部門）の大佐、オレグ・ゴルジイェフスキーによれば、ソ連共産党中央委員会政治局は8月22日の夕方に方針を変更し、「革命政府を樹立する」筋書きの放棄を決定したという。

## モスクワ協定への署名
1968年8月22日、チェコスロヴァキア共産党中央委員会第14回党大会が急遽開催された。この党大会では、ソ連軍の侵攻を非難し、占領軍の国外退去および逮捕された国の指導者の帰国を要求するとともに、ドゥプチェクによる改革案を中断せざるを得なくなったことに対する不本意が表明された。なお、アロイス・インドラが結成した革命労農政府について、ルドヴィーク・スヴォボダは承認しなかった。1968年8月23日、ルドヴィーク・スヴォボダはモスクワへ向かった。アレクシイ・コスギン(Алексей Косыгин)が、ヴヌーカヴァ国際空港でスヴォボダを出迎えた。グスターフ・フサーク(Gustáv Husák)、マルティン・ズール、ヴァスィル・ビリャーク(Vasil Bilak)、アロイス・インドラも付き従い、モスクワに到着した。1968年8月23日から8月27日にかけて、クレムリンで交渉が行われた。チェコスロヴァキアの代表団は、ルドヴィーク・スヴォボダ、アレクサンデル・ドゥプチェク、ヨゼフ・スムルコフスキー、オルドジフ・チェルニーク、ヴァスィル・ビリャーク、フランティシェク・バルビーレック、ヤン・ピレール、エミール・リゴ、ヨゼフ・シュパチェック、オルドジフ・シュヴェストカ、ミロシュ・ヤケーシュ、ヨゼフ・レナールト、ボフミル・シモン、グスターフ・フサーク、アロイス・インドラ、ズデニェック・ムリナーシュ(Zdeněk Mlynář)、ボフスラフ・クチェラ、ヴラディミール・コウツキーが出席した。ソ連の代表団は、レオニード・ブレジネフ、アレクシイ・コスイギン、ミコラ・ピドホルヌイー(Микола Підгорний)、ゲンナジー・ヴォロノフ(Геннадий Воронов)、アンドレイ・キリレンコ(Андрей Кириленко)、コンスタンチン・カトシェフ、ドミートリイ・ポリャンスキー(Дмитрий Полянский)、ミハイル・スースロフ、アレクサンドル・シェレーピン(Александр Шелепин)、ボリス・ポノマリョフ(Борис Пономарёв)、アンドレイ・グレチコ(Андрей Гречко)、アンドレイ・グロムイコ(Андрей Громыко)が出席した。ルドヴィーク・スヴォボダは、囚われの身となったドゥプチェクらの釈放を要求した。スヴォボダは占領軍を撤退させようとしたが、抑留された政治家を解放するにあたり、チェコスロヴァキアの事実上の降伏を意味するモスクワ協定に署名することとなった。この協定により、ソ連軍の駐留が合法化し、チェコスロヴァキアはソ連に服従する形となった。チェコスロヴァキアの代表団は、「社会主義からの逸脱の脅威」が無くなるまで、ソ連軍の駐留に同意せざるを得なくなった。モスクワ協定は、チェコスロヴァキアにおける「正常化体制」の始まりを意味した。ポーランド、ブルガリア、ハンガリーの軍隊は、1968年11月までにチェコスロヴァキアの領土から去ったが、ソ連軍は1991年まで残った。占領軍を撤退させる最後の機会は、連合国に中立宣言を求めることであったが、1968年8月27日、ソ連は国連国安全保障理事会に対し、「これ以上の介入交渉は無意味である」と通告した。
のちにクリムリンに連行されてきたフランティシェク・クリーグルは、このモスクワ協定への署名を最後まで拒否した。クリーグルは、署名を拒否した唯一の人物であった。ルドヴィーク・スヴォボダが、クリーグルに対して署名するよう絶叫すると、クリーグルは「どなるなよ。私はあなたの息子ではない！」と返した。
1968年8月27日、クリーグルはプラハに帰国できた。クリーグルについて、「国民戦線中央委員会委員長およびチェコ共和国共産党中央委員会常任幹部会委員の役職を解任する」というソ連の要求は即座に受け入れられた。レオニード・ブレジネフはアレクサンデル・ドゥプチェクに対し、「クリーグルがチェコに戻れば、彼は国民的英雄になってしまうだろう」と述べ、クリーグルをチェコには帰さない趣旨を告げた。ドゥプチェクとスヴォボダはこれに反対し、「クリーグルがいないのなら、プラハに戻るわけにはいかない」と主張した。議論が少し紛糾したのち、最終的にソ連は譲歩した。「いいだろう、クリーグルを連れていけ！」
1969年8月28日、チェコスロヴァキアの議会は、ソ連による軍事侵攻に対して「違法」と宣言した。

## 「正常化」
1968年9月13日、 チェコスロヴァキアの議会は、集会実施の権利の制限、報道規制、検閲の導入を発表した。10月16日、アレクサンデル・ドゥプチェク、グスターフ・フサーク、オルドジフ・チェルニークは、チェコスロヴァキアの領土内におけるソ連軍の駐留に関する協定に署名した。10月18日、チェコスロヴァキア議会は、ワルシャワ条約機構軍によるチェコスロヴァキア内の領土への一時的な駐留に関する協定への署名を可決した。1969年4月17日、チェコ共和国共産党中央委員会の会議にて、アレクサンデル・ドゥプチェクはチェコスロヴァキア第一書記を辞任し、その後任としてグスターフ・フサークが選出された。
1968年8月27日、チェコスロヴァキアの外務大臣、イジー・ハーイェク(Jiří Hájek)は、連合国安全保障理事会の議場で演説を行い、ソ連による侵攻と占領を非難した。1968年9月6日、モスクワ協定に署名しなかった唯一の人物であるフランティシェク・クリーグルは、チェコスロヴァキア国民戦線中央委員会委員長の役職を解任された。1968年10月18日、チェコスロヴァキア議会は、ソ連軍の駐留とその条件に関する条約を承認した。出席した議員242名のうち、228名が賛成票を投じ、10名が棄権し、フランティシェク・クリーグル、フランティシェク・ヴォトソーニュ、ボジェナ・フコヴァ、ゲルトルーダ・セカニノヴァ＝チャクルトヴァの4名が反対票を投じた。
1968年10月28日、チェコスロヴァキアの各都市にて、正常化の推進に反対する学生の抗議運動が起こった。10月30日、ブラチスラヴァ城にて、ルドヴィーク・スヴォボダ、ヨゼフ・スムルコフスキー、オルドジフ・チェルニークが、チェコスロヴァキア連邦化に関する憲法法令に署名した。11月4日、ブルガリア、ポーランド、ハンガリーの占領軍が、チェコスロヴァキアから離れた。11月7日、チェコスロヴァキアの各都市にて、数千人の市民が占領に抗議する示威運動を開始した。この抗議運動は、公安と人民民兵によって解散させられた。1968年11月12日に開催されたポーランド統一労働者党第5回党大会に出席したレオニード・ブレジネフは演説を行い、ソ連圏のどの国であれ、社会主義体制に対する脅威は他のすべての社会主義国家にとっても同じ問題である、と宣言した。
1970年1月5日、チェコ共和国共産党中央委員会常任幹部会は、チェコ共和国共産党の党員証の交換について協議を実施した。ヴァスィル・ビリャークとルボミール・シュトロウガルは、ドゥプチェクに対し、「党指導部の地位から去らなければ、党から除名する」と迫った。
1970年1月19日、チェコ共和国共産党中央委員会常任幹部会は、チェコ共和国共産党の党員証の交換に関する文書の草案を承認した。これにより、党内から「修正主義者や右翼日和見主義的要素が見られる人物」を一掃できるようになった。その後、50万人の共産党員が粛清・追放された。
1970年5月29日、チェコ共和国の議会は、チェコスロヴァキアとソ連の間に締結された友好・協力・相互扶助の条約を採択した。
1970年12月10日から12月11日にかけて、チェコ共和国共産党中央委員会は、プラハの春に対する非難決議を発表し、「第13回共産党大会後の党と社会の危機的展開から得られた教訓」と題した文書を採択した。これはチェコスロヴァキアにおける「正常化体制」の始まりと見られている。
軍事侵攻と占領は、兄弟国間による「国際支援」とされた。

## 失脚
ドゥプチェクの死後に出版された回顧録『Nádej zomiera posledná』（『希望は決して死なない』）では「私からすれば、あれは曲がりなりにも系統立った撤退であり、抵抗無しに領土が放棄されることはなかった。1969年4月にフサークが党の新たな第一書記に任命されるまで、粛清、逮捕、迫害は起こらなかったのだ」と書き残しているが、ドゥプチェクはソ連軍の駐留に関する条約に賛成票を投じた。彼は影響力、地位、信用までも失いつつあった。1969年の4月から10月にかけて、ドゥプチェクは連邦議会の議長を務めていた。1969年8月18日から8月22日にかけて、チェコスロヴァキアの各都市にて、大規模な抗議運動が展開された。1969年8月22日、彼は連邦議会議長として、ソ連軍による占領を非難する抗議運動を処罰できる「Obuškový Zákon」（「警棒法」）に署名した。この法律によって、国とその指導者に対する無許可の抗議運動、扇動、名誉毀損が発覚した場合、罰金刑を支払うか、投獄される可能性があった。職場の雇用主は、「社会主義的社会秩序に違反した者」を解雇できるようになった。
1969年9月24日、チェコ共和国共産党中央委員会は、アレクサンデル・ドゥプチェクを連邦議会議長の役職から解任し、駐トルコ大使に任命することを決定した。1969年12月16日、ドゥプチェクは駐トルコのチェコスロヴァキア大使に任命されたが、1970年6月24日、ドゥプチェクは大使を解任され、その2日後の6月26日、党からも除名された。トルコには「Dubçek Caddesi」（「ドゥプチェク通り」）と名付けられた街路がある。
1970年、チェコ共和国共産党中央委員会は、ドゥプチェクによる改革案について「無効」と宣言した。
ドゥプチェクは公の場に姿を現わすことができなくなった。彼はブラチスラヴァにある建物にて、約20年に亘って孤独に暮らしていた。彼は1970年から1985年まで、クラスニャニー(Krasňany)にある会社で働いた。また、1971年から1989年12月にかけて、ドゥプチェクは「ESER」の暗号名を付けられ、「手配者」として登録され（登録番号は「11744」）、チェコスロヴァキア国家保安局の監視下に置かれた。1974年、ドゥプチェクは党に対して抗議の手紙を送ったが、返答は得られなかった。彼は1989年以前まで反体制活動には参加しなかった。
父親と兄の墓参りに出かけるときでさえ、ドゥプチェクは治安当局の職員に監視された。1970年の時点でドゥプチェクはグスターフ・フサークに対して抗議の手紙を二通綴り、このような行為は個人の自由の侵害であるというだけでなく、法律にも違反している、と指摘した。
1988年1月、イタリア共産党の機関紙『ウニタ』の記者はドゥプチェクと面談した。1985年3月にソ連共産党の書記長に就任したミハイル・ゴルバチョフ(Михаил Горбачев)が推進する「ペレストロイカ」(Перестройка)については「敬意を表しており、支持する」と述べたうえで、「人間の顔をした社会主義」と比較した。チェコスロヴァキアへの軍事侵攻と、ドゥプチェクの運命に対する幻滅と怒りが、イタリア共産党が1970年代を通じてソ連から距離を置いた理由の一つとなった。失脚後の暮らしについて、ドゥプチェクは「小さな刑務所内で運動する囚人」と表現し、「本を読むことはできたが、声に出して読むのは不可能だった」と述べた。
ソ連のタス通信は、ドゥプチェクによる改革案を葬り去ったグスターフ・フサークが「レーニン勲章を受勲した」と報じた。

## 復権

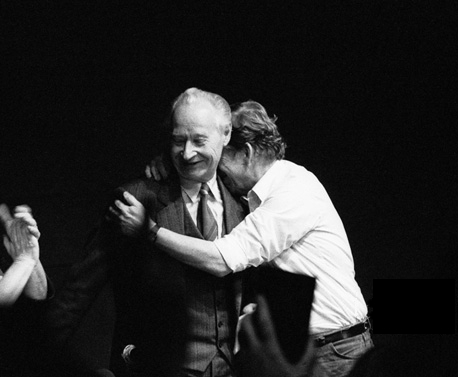
アレクサンデル・ドゥプチェクとヴァーツラフ・ハヴェル（1989年12月24日）

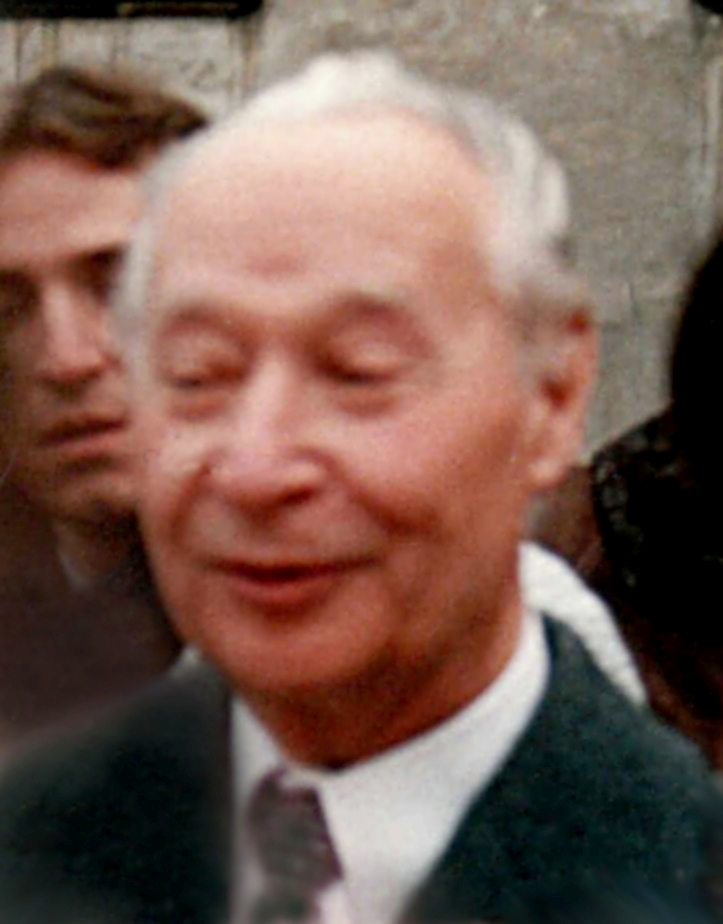
アレクサンデル・ドゥプチェク（1989年12月29日撮影）

1988年11月、ドゥプチェクはイタリアを訪問し、ボローニャ大学から名誉博士号の称号を授与された。ヨハネ・パウロ二世はドゥプチェクを迎え入れた。
1989年11月19日、ヴァーツラフ・ハヴェル(Václav Havel)率いる市民会議が設立された。11月20日、プラハにて、数十万人が共産政権に反対する抗議活動に参加した。1989年12月10日、グスターフ・フサークは大統領を辞任し、マリアン・チャルファが非共産政権を樹立した。
1989年11月22日、ドゥプチェクはブラチスラヴァにて公の場に姿を現わした。11月24日、ヴァーツラフ広場に姿を現わしたドゥプチェクは、集まった群衆から歓迎された。
1989年11月22日、欧州議会は、ドゥプチェクに対してアンドレイ・サハロフ賞を授与した。
1989年12月28日、ドゥプチェクはチェコスロヴァキア連邦議会の議長に選出され、12月29日にはヴァーツラフ・ハヴェルがチェコスロヴァキアの大統領に選出された。
1991年11月27日、ドゥプチェクは「チェコスロヴァキアを構成する不可分の要素である、チェコ共和国とスロヴァキア共和国の名が、民主主義、隆盛、人間性、寛大さ、法の支配…これらの代名詞となるよう力を尽くす所存でございます」と述べた。
1992年、ドゥプチェクはスロヴァキア社会民主党の党首に就任した。
歴史家のミハル・スチェフリークは、アレクサンデル・ドゥプチェクについて「彼は国民に希望を抱かせ、優れた象徴となったが、政治家としては失敗に終わっている」と批判的に見ている。

## 死
1992年9月1日、ヴィソチナ地方では悪天候が続いており、豪雨が降っていた。田畑や街路だけでなく、道路にも深さ数cmに及ぶ水たまりができていた。無線からは、車の運転手に対して慎重に運転するよう繰り返し注意を促す音声が流れていた。この日、大雨が降りしきる中、ドゥプチェクは連邦議会の会合に出席するため、車に乗ってブラチスラヴァからプラハまで向かっていた。フンポレツ近郊の高速道路「D1」を走行中に車が横滑りし、高速道路から逸脱して飛び出た。このとき、ドゥプチェクは車の後部座席に座っていたが、シートベルトは締めておらず、車両から投げ出された。事故現場のおよそ300メートル手前には、制限速度について「時速80km」との標識が出ていたが、車両を運転していたヤン・レズニーク(Ján Rezník)はその速度制限を順守していなかった。車両は濡れた路面で滑り、右側に横転し、ガードレールを突き破って宙返りしたのち、野原の上に転落した。車両の前部は丘の斜面にめり込んでいた。運転手のレズニークは、「時速100kmは超過していない」と強調したが、法医学の専門家の検証によれば、ドゥプチェクを乗せた車は時速約120kmの速度で運転していたことが分かった。背面ガラスが割れた車両の外、およそ15m離れた草むらの上で、血まみれになったドゥプチェクが苦しそうにうめき声を上げながら横たわっていた。
その約20分後、救助隊、医師、警察、消防士が現場に到着した。血まみれのドゥプチェクは担架に乗せられ、フンポレツにある病院の手術室に搬送された。ドゥプチェクの姿を確認した医師のアドルフ・バローク(Adolf Balogh)が話しかけると、ドゥプチェクは「私はブラチスラヴァ出身のアレクサンデル・ドゥプチェクです。足の感覚がありません」と答えた。バロークはドゥプチェクについて、呼吸が速く、脈拍が弱く、外傷性ショックの発症を伴う重傷である、と結論付けた。「ドゥプチェクさん、あなたをプラハへ搬送しなければなりません。手術が必要になるでしょう」と言葉を投げかけると、ドゥプチェクは「あなたを信じます」と答えたという。ドゥプチェクはプラハにあるナ・ホモロツェ病院(Nemocnice Na Homolce)の集中治療室に移された。彼は脊椎、胸部、内臓に広範囲の損傷を負い、重度のショック状態にあり、手術を三度受けたが、重篤な状態は変わらなかった。
1992年11月7日の夜、ドゥプチェクの心臓、肺、腎臓は機能不全に陥った。午後9時25分、アレクサンデル・ドゥプチェクは病院で亡くなった。死後、ドゥプチェクはブラチスラヴァにあるスラーヴィチエ・ウードリェ墓地に埋葬された。
ヤン・レズニークは、尋問の最中、証言しない権利を行使した。1993年3月、彼はチェスケー・ブゲヨヴィツェの軍事法廷に出廷した。法廷は「レズニークの速度超過によって惹き起こされた事故であり、責任がある」との結論に達した。また、公用車は規制を免除されており、速度制限に従う必要は無かった。レズニークは傷害致死罪で執行猶予一年の判決を言い渡された。しかし、恩赦が出されたことにより、刑務所に行くことは無かった。
事故当時、ドゥプチェクはシートベルトを締めていなかったが、「政治家が公用車に乗る際には締めなくてもよい」とされていた。
ドゥプチェクの死に関する陰謀論が囁かれたこともあるが、陰謀論の存在が確認されたことは無い。

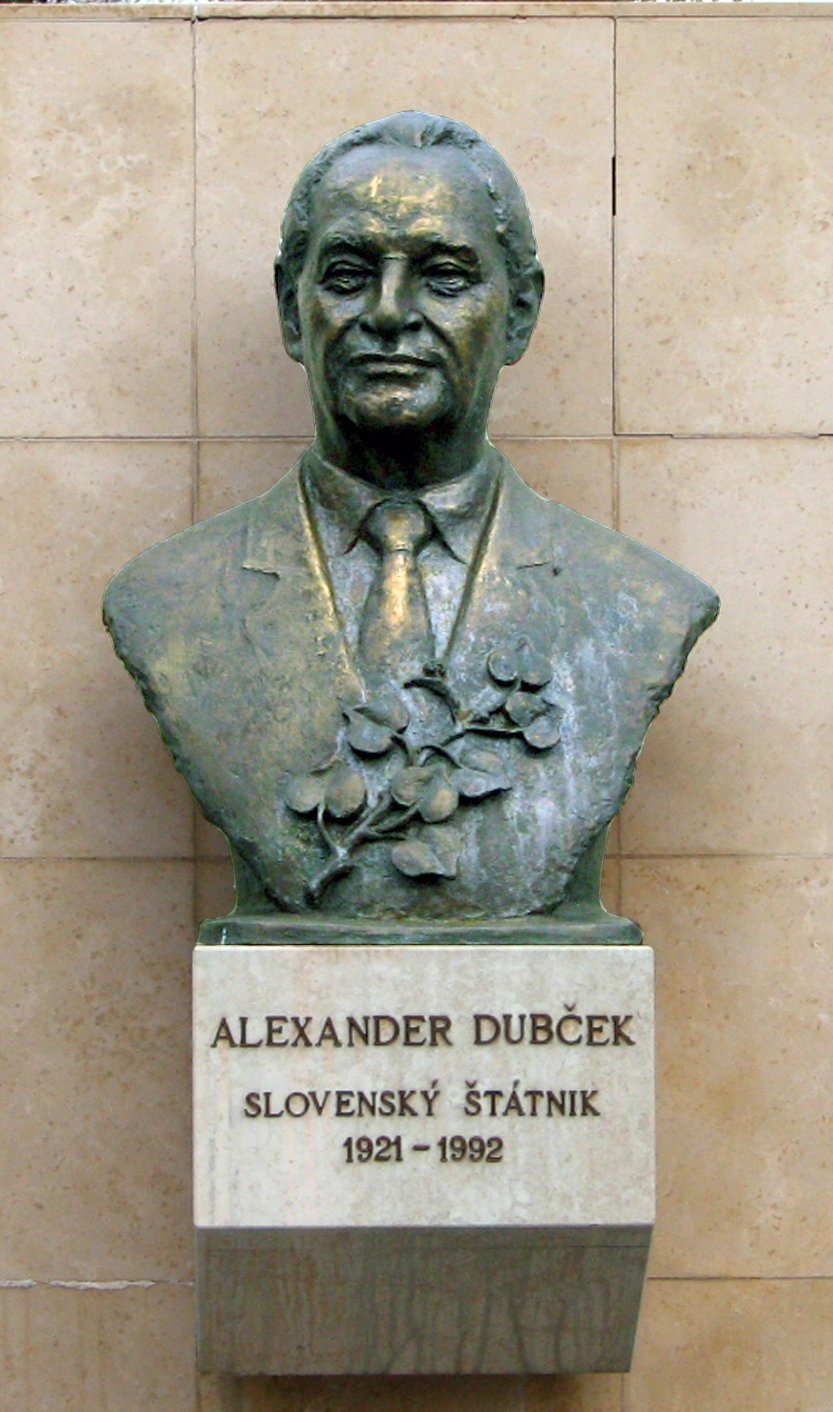
アレクサンデル・ドゥプチェクの胸像。題銘には「Slovenský štátnik」（「スロヴァキアの政治家」）と刻まれている
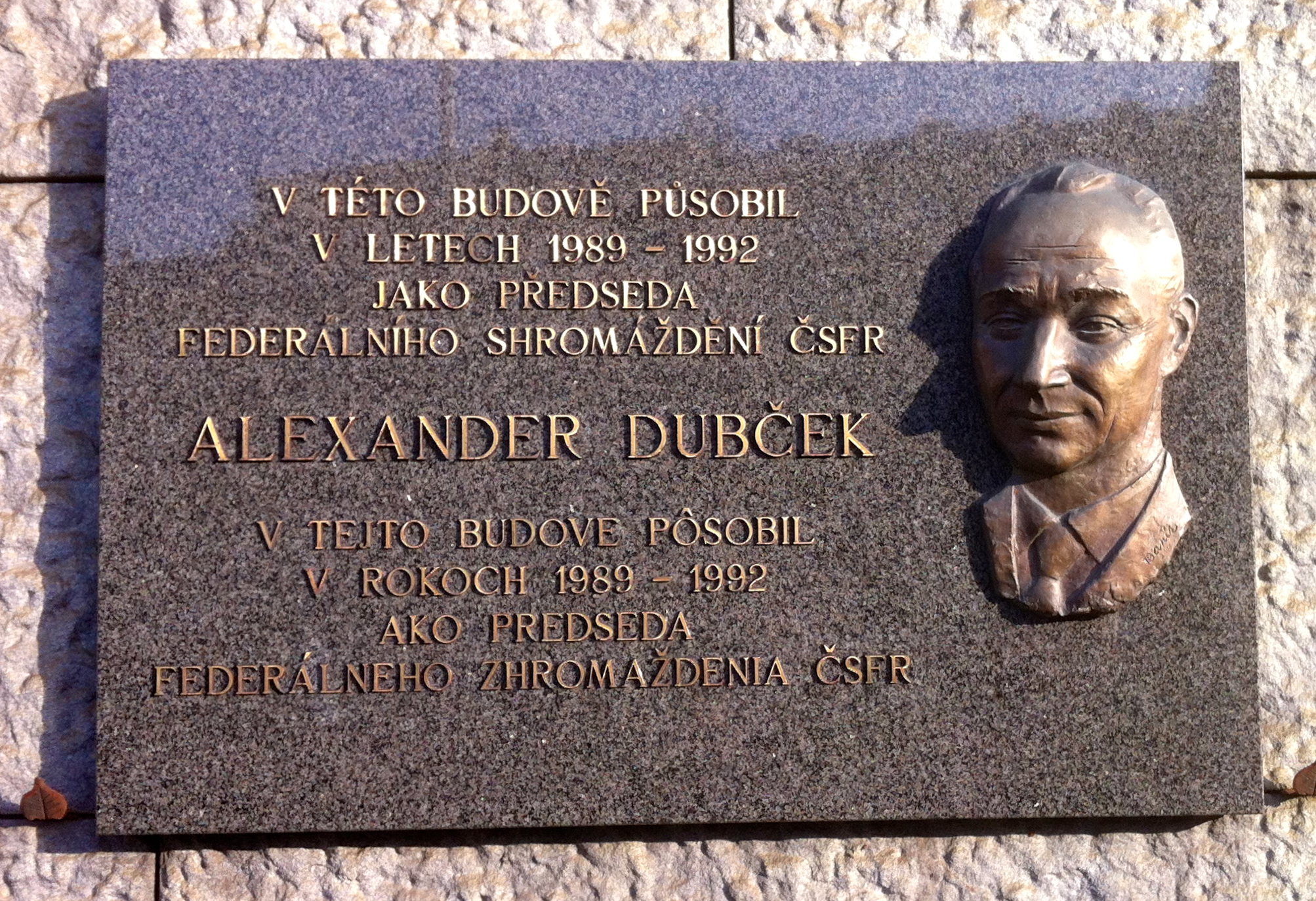
プラハ国立博物館の壁に据え付けられている、アレクサンデル・ドゥプチェクの銘板
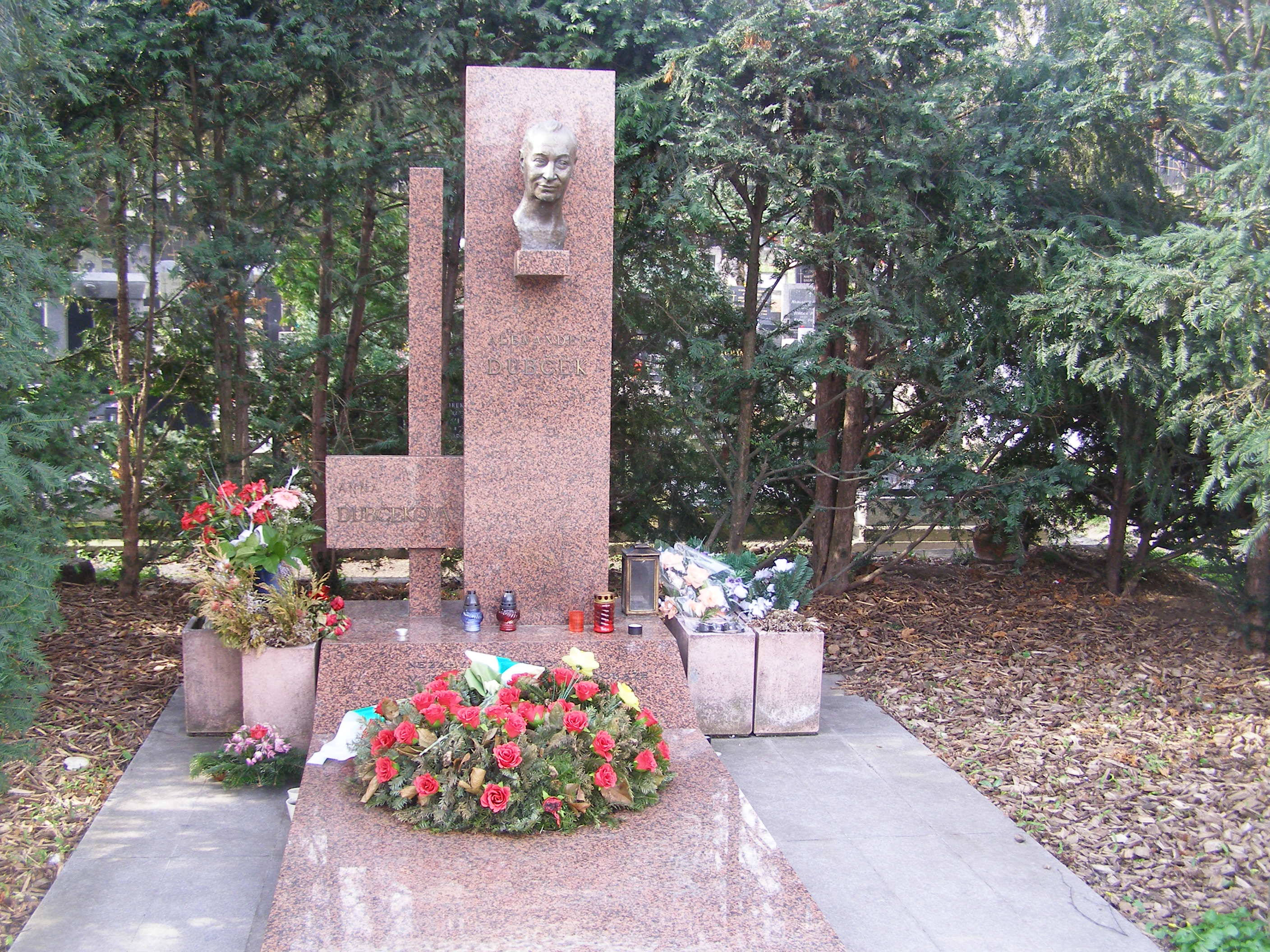
ブラチスラヴァにあるアレクサンデル・ドゥプチェクの墓
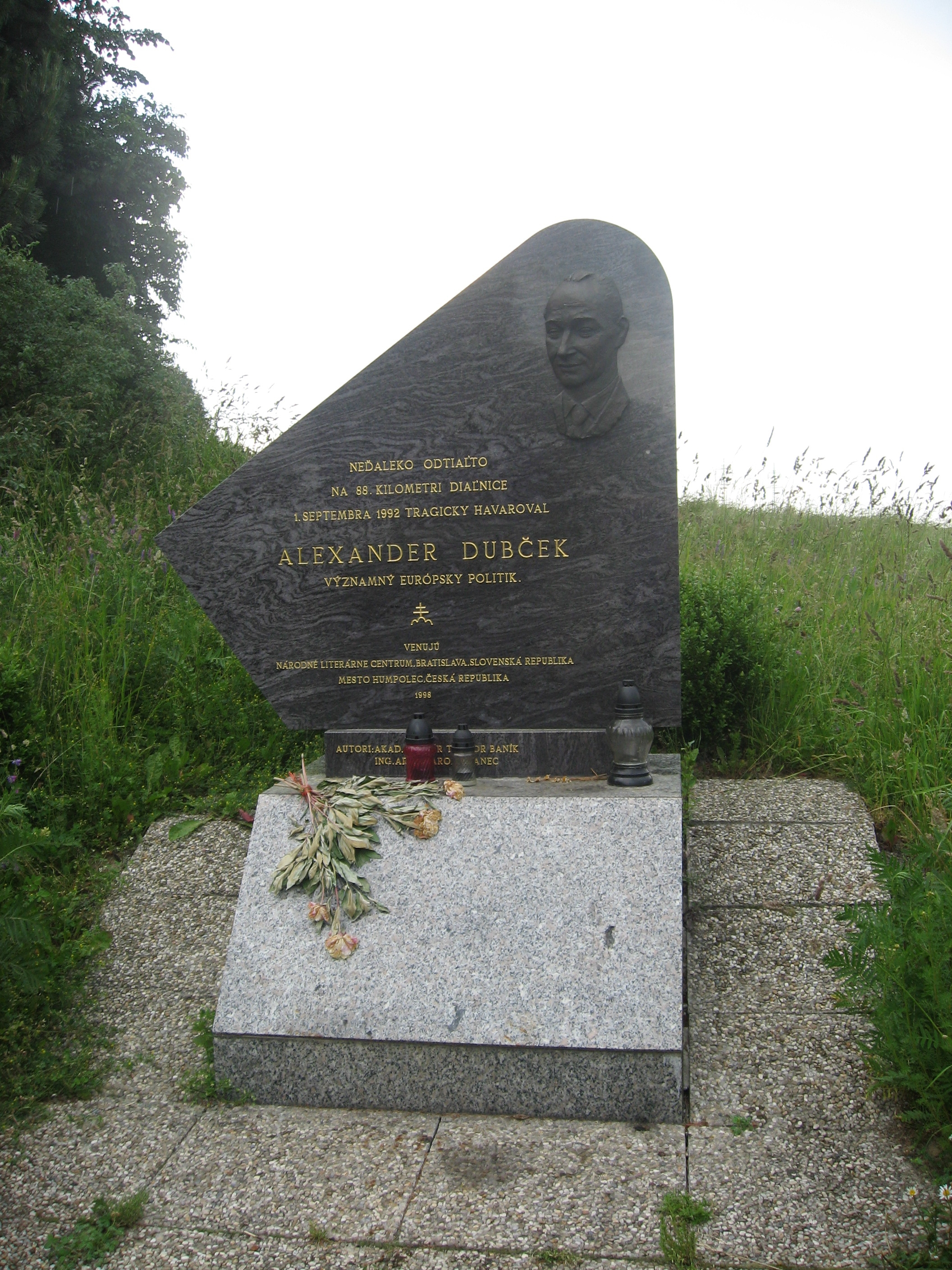
事故現場の近くに建てられた慰霊碑

## 回顧録
- Nádej zomiera posledná（『希望は決して死なない』） ・・・ ドゥプチェクの死後の1993年に出版された

日本語訳
- 『証言 プラハの春』（熊田亨訳、岩波書店、1991年）
- 『希望は死なず――ドプチェク自伝』イジー・ホフマン編、森泉淳訳、講談社、1993年